# Raoul Fernand Jellinek-Mercedes
Raoul Fernand Jellinek-Mercedes (geboren 18. Juni 1888 in Algier, Französisch-Nordafrika; gestorben 10. Februar 1939 in Baden bei Wien) war ein österreichischer Schriftsteller. 

## Leben

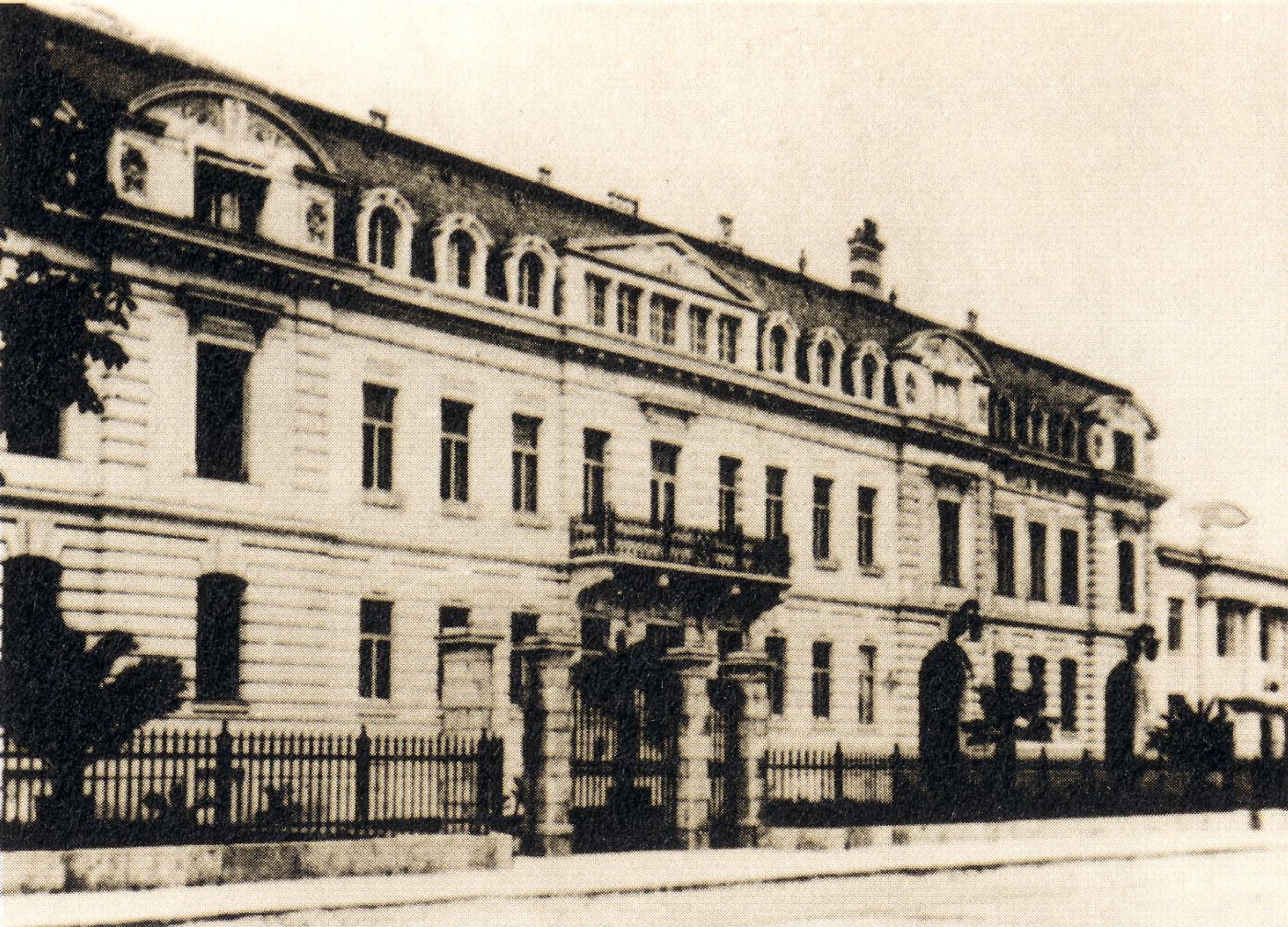
Wohnhaus in Baden

Raoul Fernand Jellinek war der Sohn des österreichisch-ungarischen Diplomaten und Autohändlers Emil Jellinek und der Rachel Goggmann Cenrobert. Eine Schwester war Mercédès Jellinek, die als Namenspatin der Automobilmarke Mercedes gilt. Im Juni 1903 ließ Emil Jellinek den Familiennamen auf „Jellinek-Mercédès“ ändern.
Jellinek-Mercedes heiratete Leopoldine Weiss. Mit seinem Halbbruder Guy war er förderndes Mitglied des Wiener Musikvereins. Er besaß eine umfangreiche Musikalien- und Gemäldesammlung sowie eine Bibliothek, die sich in seinem Wohnhaus in der Wienerstraße in Baden bei Wien befand.
Im Ersten Weltkrieg diente er als Leutnant in der Österreichisch-Ungarischen Armee.
Als er nach dem Anschluss Österreichs im Juli 1938 von der Vermögensverkehrsstelle im Ministerium für Arbeit und Wirtschaft der Ostmark aufgefordert wurde, seine Vermögensverhältnisse gemäß der „Verordnung über die Anmeldung des Vermögens von Juden vom 18. Mai 1938 (GBl. für Österreich (GBlÖ) Nr. 139/1938)“ offenzulegen, versuchte er einen Nachweis aufzutreiben, dass er „nur zweiten Grades jüdischer Abstammung“ sei. Schon rund um seinen Großvater, den Rabbiner Adolf Jellinek, hatte es lange vor dem Nationalsozialismus Gerüchte über eine angebliche christliche Herkunft gegeben. Der Geburtsnachweis in Algier enthielt allerdings keine Information über die Religion der Eltern und Großeltern. Sein Besitz wurde daher als jüdisches Eigentum deklariert und seine Verfügungsmöglichkeiten wurden eingeschränkt. Im Februar 1939 erschoss er sich nach einer Amtshandlung des Vollziehungsbeamten. Er fand im Familiengrab auf dem Wiener Zentralfriedhof seine letzte Ruhestätte (Gruppe 59C, Nr. 26), wo auch mehrere seiner Geschwister sowie sein Onkel Max Hermann Jellinek bestattet sind.

## Weiteres Schicksal der Familie
Seine Witwe musste in der Folge, um die Judenvermögensabgabe in Höhe von 32.000 RM zu begleichen, ihre Wertsachen und Immobilien unter Wert veräußern. Seine Sammlung von über eintausend Bänden von Gesamtausgaben deutscher Musiker aus dem Verlag Breitkopf & Härtel wurde von der Gestapo beschlagnahmt und gelangte 1940 in die Musikbibliothek in Essen.
Der von Leopoldine Jellinek-Mercedes im Mai 1962 in der Republik Österreich angestrengte Rückstellungsantrag wurde im August 1962 aufgrund einer nicht fristgerechten Einreichung des Antrages abgewiesen. Die deutschen und österreichischen Bibliotheken begannen sechzig Jahre nach seinem Tod, ihre Bibliotheksbestände auf Restitutionsfälle durchzusehen; der Bestand in Essen wurde „eher zufällig“ entdeckt. Die Halbschwester Andrée Jellinek-Mercedes (1906–2003), vertreten durch ihren Schwiegersohn, den österreichischen Diplomaten Ludwig Steiner, wurde 2002 für die Büchersammlung entschädigt, obschon die Stadt Essen sich auf Verjährung hätte berufen können.

## Werk
- Phantastische Erzählungen und Märchen. Kuppitsch, Wien 1919